# Jon Craig

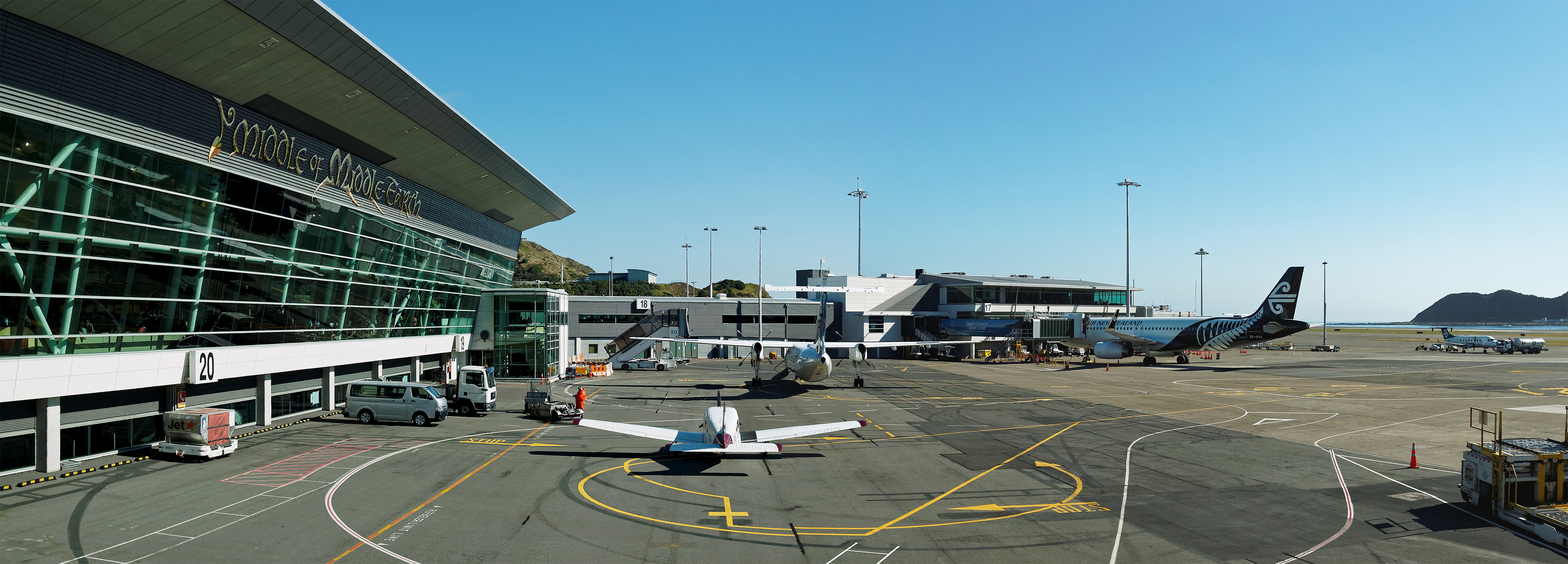
Aeropuerto de Wellington, terminal principal

Jon Alastair Craig (1941/1942 – 16 de agosto de 2015) fue un arquitecto neozelandés. 
Nacido aproximadamente en 1942 (no existe una fecha exacta), Craig era el hijo de Rawinia Zena (conocida como Wortley) y James Thomas Craig, también arquitecto. En 1969 Craig, en conjunto con su padre y Gordon Moller,  fundó la empresa Craig Craig Moller. Pronto, se constituyó como una de las empresas líderes en arquitectura en Nueva Zelanda, a través de la construcción de casas residenciales y más tarde diseñando grandes proyectos como centros comerciales o edificios públicos. La propia casa de Craig, que se encuentra en Pinehaven, que construyó en 1967 y que después fue renovaba de manera reiterada, fue bautizada como "la casa en los árboles" y ganó el premio nacional, NZIA, en 1990.
Entre 1994 y 1999, Craig dirigió el proyecto de construcción de la nueva terminal del Aeropuerto Internacional de Wellington.
Craig se retiró de la práctica arquitectónica en 2008, pero siguió estando presente en el mundo de la arquitectura como administrador del Wellington Sculpture Trust.
Craig murió en Lower Hutt el 16 de agosto de 2015 a la edad de 73 años.